# 1501-es mellékút (Magyarország)
Az 1501-es mellékút egy majdnem pontosan 7,4 kilométer hosszú, négy számjegyű mellékút Győr-Moson-Sopron vármegye északi részén; Hegyeshalomtól húzódik Bezenye központjáig.

## Nyomvonala
Az 1-es főútból ágazik ki, annak a 173+400-as kilométerszelvénye közelében, Hegyeshalom központjában, észak felé, Pozsonyi utca néven. Mintegy 650 méter után éri el a belterület szélét, ahol kissé keletebbnek fordul. Másfél kilométer után keresztezi a Budapest–Hegyeshalom–Rajka-vasútvonal vágányait, majd egymás mellett haladnak tovább. 2,7 kilométer megtételét követően a vasúttal párhuzamosan húzódva halad el az M15-ös autópálya felüljárója alatt, Bezenye határát is egymás mellett szelik át. 3,4 kilométer után újból keresztezi a síneket, majd távolodni kezd azoktól. A település belterületét 6,7 kilométer után éri el, az Ady Endre utca nevet felvéve; így is ér véget, a központban beletorkollva a 15-ös főútba, annak a 11+400-as kilométerszelvénye közelében.
Teljes hossza, az országos közutak térképes nyilvántartását szolgáló kira.kozut.hu adatbázisa szerint 7,399 kilométer.